# Саково
Са́ково (рос. Саково) — присілок у складі Великоустюзького району Вологодської області, Росія. Входить до складу Теплогорського сільського поселення.

## Населення
Населення — 1 особа (2010; 3 у 2002).
Національний склад (станом на 2002 рік):
- росіяни — 100 %